# Hisao Kuramata
Hisao Kuramata (倉又 寿雄 Kuramata Hisao?), född 1 december 1958 i Saitama prefektur, är en japansk före detta fotbollsspelare och tränare.
Kuramata började sin karriär 1981 i NKK. Med NKK vann han japanska ligacupen 1987 och japanska cupen 1981. Han avslutade karriären 1992.
Kuramata har efter den aktiva karriären verkat som tränare och har tränat J1 League-klubbar, FC Tokyo.